# Sigara striata
Sigara striata es una especie de insectos acuáticos hemípteros perteneciente a la familia Corixidae.
La longitud de su cuerpo oscila de 6,5 a 8 mm. Sigara striata y Sigara dorsalis son morfológicamente muy similares entre sí.